# تياغو ميدييروس
تياغو ميدييروس (بالبرتغالية: Thiago Medeiros‏) هو مهندس برازيلي، ولد في 24 يوليو 1982 في ساو باولو في البرازيل.